# M62 motorway
Der M62 motorway (englisch für „Autobahn M62“) ist eine Autobahn im Norden Englands, die in West-Ost-Richtung von Liverpool über Manchester und Leeds führt und etwa 25 km vor Kingston upon Hull endet. Sie ist Teil der Europastraßen E20 (Shannon–Sankt Petersburg) sowie E22 (Holyhead–Ishim) und 172 km (107 mi) lang. Sie teilt sich 7 Meilen lang die Trasse mit dem M60, dem Autobahnring Manchesters. Die Autobahn kostete inflationsbereinigt insgesamt etwa £765 Millionen.
Sie ist bei einem durchschnittlichen Verkehrsaufkommen von 100.000 Fahrzeugen am Tag insbesondere auf dem Abschnitt zwischen Leeds und Huddersfield in West Yorkshire sehr stauanfällig.
Zwischen Liverpool und Manchester sowie östlich von Leeds verläuft die Autobahn auf flachem Terrain. Der Abschnitt zwischen Manchester und Leeds hingegen ist von hügeligem Charakter, da hier die Pennines durchkreuzt werden. Ihren höchsten Punkt erreicht die Autobahn auf 372 m über NN – dies ist gleichzeitig der höchste Punkt einer Autobahn im Vereinigten Königreich.

## Geschichte

### Planung
Die Ursprünge des M62 reichen bis in die 1930er Jahre zurück, als man den Bedarf einer Autobahn zwischen Lancashire und Yorkshire von Seiten der Behörden der anliegenden Grafschaften erkannte. Gleichzeitig stellte man sich vor, die beiden Häfen von Liverpool und Hull mit den Industriezonen Yorkshires zu verbinden.
Einige Jahre später in der Nachkriegszeit wurden Ingenieure vom Verkehrsministerium mit der Beurteilung der Voraussetzungen eines Autobahnbaus zwischen Salford und Selby beauftragt. Der Road Plan von 1949 sah bereits eine höhenfreie Straße mit zwei baulich getrennten Richtungsfahrbahnen vor. 1952 wurde der Trassenverlauf einer Autobahn über die Pennines, genannt The Lancashire–Yorkshire Motorway, mit Endpunkt bei Ferrybridge festgelegt. In den 1960ern wurde jedoch der ursprüngliche Plan, die A580 in Lancashire als Autobahn auszubauen, verworfen und der Neubau einer südlicher gelegenen Trasse beschlossen. Im Zuge dessen wurde auch der Trassenverlauf in Yorkshire nochmal neu überdacht. Als der Ingenieur James Drake 1962 die USA besuchte, ließ er sich vom Konzept des Interstate-Netzes dazu überzeugen, eine durchgehende Autobahn bis zum Anschluss an die M63 bei Worlsey im Westen Greater Manchesters zu bauen. Der weitere Verlauf bis zum östlichen Endpunkt bei Ferrybridge wurde zuerst als M63 erbaut und 1999 in M62 umbenannt. Eine Weiterführung bis nach Hull war vor 1964 noch nicht vorgesehen. Zwar wurden diese Pläne vom Verkehrsministerium anfangs abgelehnt, jedoch 1963 dem Road Plan schließlich hinzugefügt.

### Bau

#### Liverpool–Manchester
Ursprüngliche Pläne sahen vor, um das Zentrum Liverpools herum eine eigene Stadtautobahn zu bauen und an den M62 anzubinden. Dies wurde jedoch später verworfen, sodass man den M62 im Zentrum Liverpools enden ließ.
Anfangs war der Abschnitt zwischen Liverpool und Manchester als eigene Autobahn vorgesehen, jedoch wurde später eine über die Pennines bis Leeds durchgängige (nach ihrer Fertigstellung als M52 bezeichnete) Autobahn als lohnender betrachtet. Der Bau des ersten Teilabschnitts zwischen den Autobahnen M57 und M6 begann 1971. Der zweite Teilabschnitt zwischen dem M6 und Salford wurde bis August 1974 fertiggestellt. Somit wurde eine durchgängige Autobahn von Ferrybridge bis Tarbock, einem Vorort Liverpools geschaffen.
Die kleine Teilabschnitt zwischen Tarbock und dem Zentrum Liverpools wurde 1976 aufgrund des schwierigen Baus in der städtischen Umgebung zuallerletzt fertiggestellt. Hier mussten insgesamt zwei Viadukte, zehn Brücken sowie sieben Unterführungen erbaut werden, um die Integration der bebauten Gebiete zu gewährleisten. Die Autobahn beginnt offiziell erst an der Anschlussstelle 4 (Queens Drive), da man den Bau der ersten drei Ausfahrten verworfen hatte.

#### Greater Manchester

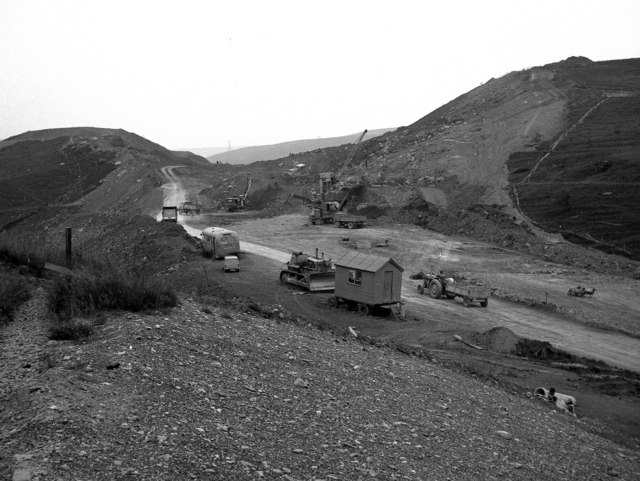
Der 1968 begonnene Bau des M60 / M62 in Greater Manchester

Der M62 nutzt in Greater Manchester zugleich den nordwestlich an Manchester vorbeiführenden Teilabschnitt des M60, des Autobahnrings Manchesters. Der 1960 fertiggestellte Abschnitt des Rings zwischen den heutigen Anschlussstellen 7 und 13 ist ab dem Kreuz Eccles (12) mit dem M62 identisch. Die direkte Fortführung an Eccles vorbei nach Salford trägt heute die Bezeichnung M602 motorway, ihre Verlängerung bildet die A57 road. Entlang des weiteren, 1971 eröffneten, gemeinsam geführten Abschnittes bis zum Kreuz Simister (18) wurden 67 Überbrückungen sowie sieben Viadukte und acht Anschlussstellen erbaut.

#### Manchester–Lofthouse (bei Leeds)
Der erste in Yorkshire befindliche Abschnitt zwischen Windy Hill und Outlane wurde 1970 eröffnet. Der Bau vom Kreuz Simister bis Windy Hill war aufgrund des hügeligen und morastigen Terrains sowie schlechten Wetterbedingungen eine schwierige Angelegenheit. Insgesamt wurden dabei 9,2 Millionen m3 Erde bewegt – hiervon waren 6,1 Millionen m3 massiver Fels sowie 0,5 Millionen m3 Torf. Außerdem musste die Autobahn auf einer Länge von etwa einem Kilometer aufgrund einer Farm geteilt werden. Gleichzeitig wurde der nachfolgende Abschnitt zwischen Gildersome und Lofthouse eröffnet, wobei Teile des Dorfes Tingley zugunsten einer gleichnamigen Anschlussstelle abgetragen wurden.

#### Östlich von Lofthouse
Der nächste Abschnitt wurde in zwei Teilabschnitten zwischen Lofthouse und Ferrybridge 1974 fertiggestellt. Beim ersten Teilabschnitt wurde das Hauptaugenmerk auf die Querung des Calder gelegt, dessen Ufer aus alluvialem Schwemmboden bestehen. Der zweite Teilabschnitt wurde auf alten Kohleminen erbaut.

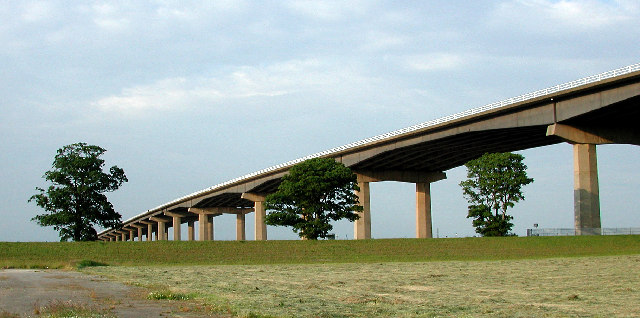
Die Brücke über die Ouse und deren Flussaue

Der Abschnitt zwischen Ferrybridge und North Cave ist der östlichste des M62. Das erwähnenswerteste Bauwerk ist hier die Brücke über die Ouse östlich von Goole. Sie ist gut einen Kilometer lang und bis zu 30 m hoch. Ihr Bau wurde 1973 begonnen.
Der Bau der Brücke zog sich aufgrund von Problemen in der Anlieferung von Stahl sowie eines Teileinsturzes des Baugerüsts in die Länge. Daher konnte der über die Brücke führende Abschnitt östlich von Goole erst 1976 eröffnet werden.

### Weitere Entwicklung

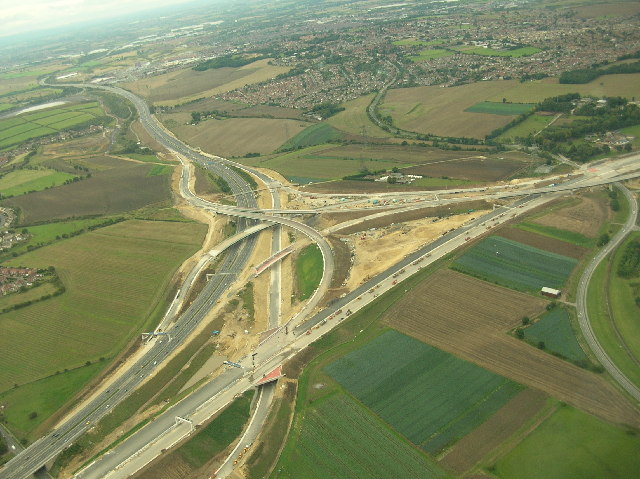
Autobahnkreuz von A1(M) und M62 bei Ferrybridge, West Yorkshire

Im Jahre 1987 schlug das Transportdepartment die Errichtung einer parallel zur M62 führenden Umgehungsstraße vor, um die Stauanfälligkeit in Greater Manchester zu verringern. Der Vorschlag beinhaltete auch die Schließung der Anschlussstelle 13. Der Plan wurde zuerst als langfristiges Ziel erklärt, letztlich dann aber am 23. November 1995 aufgegeben.
Im Dezember 2002 wurden in Greater Manchester zwischen den Autobahnkreuzen Eccles und Simister zwei neue Anschlussstellen eröffnet, wodurch man von der Autobahn nun Zufahrt zur A574 sowie zum Gewerbegebiet Omega Development Site hat. Seit Januar 2006 verbindet die neue Anschlussstelle 32a die Autobahn mit der kürzlich hochgestuften A1(M). Für den vom M606 aus Richtung Bradford kommenden Verkehr wurde die erste High-occupancy vehicle lane des Vereinigten Königreiches eröffnet; auf ihr darf jedes mit mehr als einer Person besetzte Fahrzeug verkehren. Eine Verbreiterung der Autobahn auf vier Fahrspuren je Richtung befindet sich in der Planungsphase.

### Zwischenfälle
Im Verlaufe der Existenz der Autobahn wurde sie Schauplatz zweier größerer Geschehnisse: Am 4. Februar 1974 explodierte zwischen Chain Bar (26) und Gildersome (27) in einem Reisebus eine Bombe. Der Bus war mit Angehörigen der British Army sowie deren Familien auf einer außerdienstlichen Fahrt unterwegs. Durch die Detonation kamen 12 Menschen ums Leben, 38 weitere wurden verletzt. Die Provisional Irish Republican Army wurde für das Attentat verantwortlich gemacht. (Siehe Bus-Anschlag auf der M62.)
Am 28. Februar 2001 um 6:13 Uhr morgens schlief der Fahrer eines Land Rovers am Steuer ein. Unmittelbar vor der Brücke über die East Coast Main Line kam sein Fahrzeug von der Fahrbahn ab, stürzte die Böschung hinab und blieb auf dem Bahngleis liegen. Der Fahrer versuchte zwar noch einen Notruf abzusetzen, jedoch kollidierte in diesem Moment ein Zug der GNER mit dem auf dem Gleis befindlichen Fahrzeug und entgleiste daraufhin. Ein entgegenkommender Güterzug raste unmittelbar danach in die Unglücksstelle. Zehn Menschen (darunter beide Lokführer) wurden durch das Unglück getötet und weitere 82 verletzt.

## Trassenverlauf
Die Autobahn liegt an bzw. nahe Liverpool, Manchester, Leeds und Hull sowie zahlreichen weiteren Städten. Sie besitzt vier verschiedene Zubringerautobahnen: Der M602 aus Manchester kommend, die 627(M) aus Richtung Oldham und Rochdale, der M606 aus Richtung Bradford sowie der M621 aus Leeds. Obwohl Hull zu den Hauptzielen der Autobahn zählt, endet jene bereits bei North Cave, etwa 25 km vor der Stadtgrenze Hulls.
Die Autobahn beginnt am Queen's Drive, dem mittleren Stadtring Liverpools. Weiter östlich trifft sie auf den M57, der an Liverpool vorbeiführenden Autobahn. Sie kreuzt sich bei Warrington mit dem M6 in Form eines Malteserkreuzes. Der M62 durchquert daraufhin ein großes Moor namens Chat Moss, bevor er sich im Kreuz Eccles am Westrand Salfords in Greater Manchester mit dem M60 vereinigt.

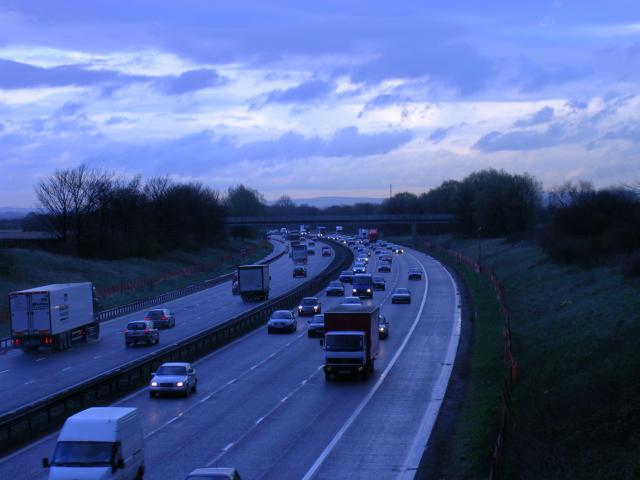
Der M62 nahe Irlam, während der blauen Stunde

In Greater Manchester teilt sich die Autobahn die Anschlussstellen 12 bis 18 mit dem M60, dem Autobahnring Manchesters. Zu diesem Abschnitt gehört das Autobahndreieck Worsley, an welchem der M61 nach Preston abzweigt.

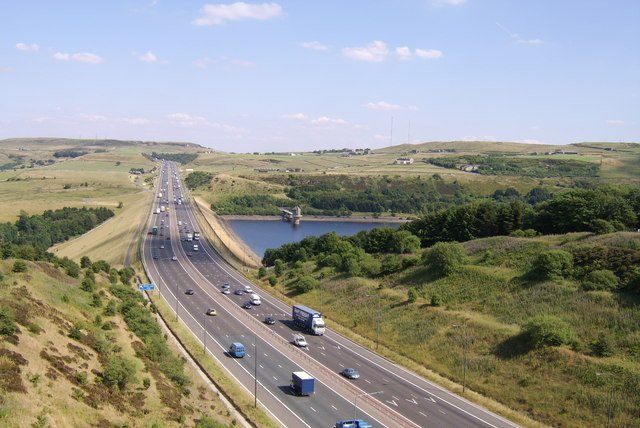
Der M62 als Teil eines Staudamms in West Yorkshire

Nahe der Anschlussstelle 22 hat die Autobahn in Fahrtrichtung Osten aufgrund des teils steilen Anstieges eine zusätzliche Fahrspur, um kurz darauf die Grenze von Yorkshire zu passieren sowie die A672 zu kreuzen. Hier wird mit 372 m über NN der höchste Punkt einer Autobahn im Vereinigten Königreich passiert. Von hier sind es durch die Penninen 11 km bis zur nächsten Ausfahrt (22), wo man entlang des Staudamms von Scammonden Water fährt. Die folgende Anschlussstelle 23 kann nur vom Verkehr in Richtung Westen benutzt werden. Als Nächstes gelangt man in ein Tal und zur Anschlussstelle 24, fährt dann weiter leicht bergab, um an der Anschlussstelle 25 die A644 zu kreuzen. Zwischen den Anschlussstellen 22 und 25 stellt die Autobahn die Grenze der Boroughs Calderdale und Kirklees dar.
An der Anschlussstelle 26 (Chain Bar) kreuzt sich die Autobahn mit mehreren Straßen: Erstens der M606, ein Autobahnzubringer aus Bradford, zweitens die A58, und drittens die A638 aus Richtung Doncaster. An der nächsten Anschlussstelle zweigt mit dem M621 ein weiteres Mal ein Autobahnzubringer ab. Am Autobahnkreuz Lofthouse (29) kreuzt sich der M62 mit dem M1. Östlich von Leeds besteht mit Wakefield die nächste Anschlussstelle; kurz darauf wird der Calder überquert. Als Nächstes wird an der Anschlussstelle 32a der A1(M) gekreuzt. Die nächste Ausfahrt führt zur A162 und zur Raststätte Ferrybridge. Ab hier ist die Autobahn weitestgehend eben, mit Ausnahme der Brücke über die Ouse. Knapp 20 km hinter der Brücke, nahe North Cave geht sie in die A63 über und verliert so ihren Status als solche.
Die beiden Fahrbahnen umschließen die Gebäude der Stott Hall Farm westlich von Huddersfield (Lage) im Norden und Süden. Die Farm galt vielen als ein Nagelhaus, mit dem versucht wurde, eine höhere Entschädigung zu erreichen. Der Grund für die Lage der Gebäude mitten zwischen den Fahrbahnen liegt jedoch darin, dass der Untergrund in genau diesem Bereich den direkten parallelen sechsspurigen Ausbau sehr schwierig gemacht hätte und dass eine Streckenführung um die Gebäude daher die einfachere Lösung war. Die Farm wird weiterhin betrieben und ist über Unterführungen mit der Umgebung verbunden; sie wird immer wieder von Autofahrern in Notfallsituationen aufgesucht.

## Verkehrsbilanz

Verkehrsaufkommen 1999–2006

Der M62 hatte im Jahr 2006 ein durchschnittliches Verkehrsaufkommen von etwa 100.000 Fahrzeugen am Tag östlich sowie 78.000 Fahrzeuge westlich der Penninen. Die Grenze zwischen beiden Abschnitten ist durch die Anschlussstelle 22 definiert. Das Verkehrsaufkommen betrug 1999 noch 90.000 bzw. 70.000 Fahrzeuge am Tag. Zum Vergleich: Der Autobahnabschnitt mit dem höchsten Verkehrsaufkommen im Vereinigten Königreich ist ein Teil des M25, dem Autobahnring Londons, mit 144.000 Fahrzeugen täglich. Durch das hohe Verkehrsaufkommen der Gegend ist der Autobahnabschnitt des M62 zwischen Halifax und Gildersome einer der staureichsten Großbritanniens.